# Yuping
Der Autonome Kreis Yuping der Dong (玉屏侗族自治县,  Yùpíng Dòngzú zìzhìxiàn) ist ein chinesischer autonomer Kreis der Dong in der Stadt Tongren im Nordosten der Provinz Guizhou. Die Fläche beträgt 525,8 Quadratkilometer und die Einwohnerzahl 137.200 (Stand: Ende 2018). Hauptort ist die Großgemeinde Pingxi (平溪镇).